# Волиця (Піньчовський повіт)
Волиця (пол. Wolica) — село в Польщі, у гміні Дзялошиці Піньчовського повіту Свентокшиського воєводства.
Населення — 47 осіб (2011).
У 1975-1998 роках село належало до Келецького воєводства.

## Демографія
Демографічна структура на день 31 березня 2011 року:
|          | Загалом | Допрацездатний вік | Працездатний вік | Постпрацездатний вік |
| -------- | ------- | ------------------ | ---------------- | -------------------- |
| Чоловіки | 20      | 3                  | 11               | 6                    |
| Жінки    | 27      | 2                  | 10               | 15                   |
| Разом    | 47      | 5                  | 21               | 21                   |